# Ivan Obolenskij

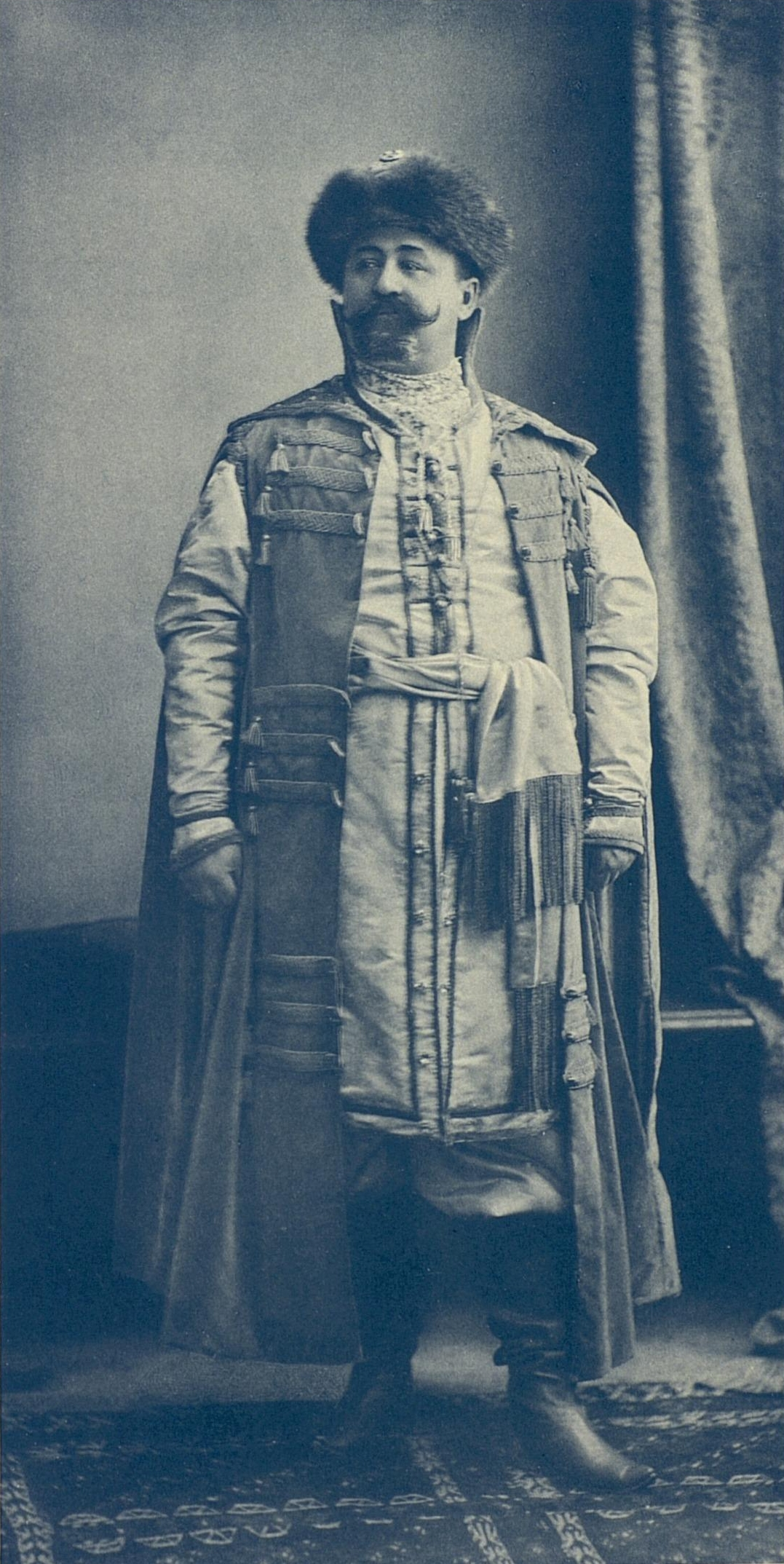
Ivan Obolenskij

Ivan Michailovitj Obolenskij, (ryska: Иван Михайлович Оболенский), född 2 november 1853 i Moskva, död 27 februari 1910 i Ivanonka, var en rysk storgodsägare, generallöjtnant och furste samt Storfurstendömet Finlands generalguvernör. 
Obolenskij deltog som marinofficer i rysk-turkiska kriget 1877–78, var adelsmarskalk i Simbirsk 1889–97, guvernör i Cherson 1897–1901 och i Charkov 1901–03. Han undertryckte våldsamt ett bondeuppror här 1902 och utsattes på grund av detta för ett attentat.
1904 efterträdde Obolenskij den mördade Nikolaj Bobrikov som generalguvernör i Storfurstendömet Finland. Under hans tid lättade censuren och landsförvisade tilläts återvända till Finland. Hans åsikter skilde sig knappast från Bobrikovs, men han saknade dennes energi och det var tillräckligt för att atmosfären skulle lätta. Obolenskij avgick i november 1905, efter storstrejken.